# Phlepsius guttatus
Phlepsius guttatus är en insektsart som beskrevs av Matsumura 1914. Phlepsius guttatus ingår i släktet Phlepsius och familjen dvärgstritar. Inga underarter finns listade i Catalogue of Life.